# Juan Amo Vázquez
Juan Amo Vázquez (Albacete, 1 de mayo de 1933 - Albacete, 19 de junio de 2018) fue un pintor español, doctor en Bellas Artes por la Universidad Complutense de Madrid, catedrático de Dibujo de la Universidad de Castilla-La Mancha (UCLM) e Investigador en el campo de la Percepción Estética y Comunicación Visual, licenciado por la Escuela Superior de Bellas Artes de San Fernando de Madrid y profesor Emérito de la Universidad de Castilla-La Mancha.
Además, también fue miembro de número del Instituto de Estudios Albacetenses. Autor de numerosos libros de textos didácticos de expresión plástica para la Editorial Ediciones Anaya, y de otras publicaciones sobre elementos de teoría de las artes visuales.

## Biografía
Juan Amo Vázquez nació en Albacete el 1 de mayo de 1933. Su temprana vocación le vino de niño, al contemplar a su padre que era aficionado a la pintura. En 1948 recibió su primer premio con 15 años, en la VII Exposición de Arte Provincial, por parte del jurado de la Obra Sindical de Educación y Descanso y un año más tarde recibió su primer encargo, un óleo sobre lienzo para la ermita de la Virgen de la Encarnación, patrona de El Ballestero (Albacete).
En 1951 fue becado por la Diputación de Albacete y consiguió trasladarse a Madrid para estudiar Bellas Artes en la Academia de San Fernando. Su carácter alegre y sociable le hizo integrarse plenamente en la vida estudiantil madrileña, donde su dominio de la guitarra le permitió entrar en la tuna universitaria.  En 1956 terminó sus estudios, y se convirtió en licenciado por la Escuela Superior de Bellas Artes de San Fernando de Madrid. Un año después empezó su larga andadura por la docencia y entró como profesor ayudante becario de dibujo en el Instituto Nacional de Enseñanza Media Ramiro de Maeztu de Madrid.
Alcanzado el año 1960, y después de 10 años en la capital de España se trasladó a Bilbao, al conseguir ser catedrático de Instituto Nacional de Enseñanza Media, donde ejerció de profesor de dibujo en el Instituto Femenino de Bilbao hasta 1971. Obtuvo la dirección del citado centro durante el periodo 1964-1969 y además tuvo el honor de inaugurar en 1966, como director, el nuevo edificio independiente para “El Femenino” de Bilbao en la calle Bertendona.
El año 1966 fue muy intenso en la vida del artista manchego. Comenzó con la celebración de su exposición “Pinturas de Juan Amo” en la Galería Illescas de Bilbao y además empezó a trabajar como autor para la editorial Ediciones ANAYA, publicando sus primeros libros de texto correspondientes a los 3 primeros cursos de Bachillerato. A lo largo de su vida, publicó un total de 19 libros con la editorial del salmantino Germán Sánchez Ruipérez. Empezó así una longeva relación de más de 30 años editándose los libros de Dibujo Técnico y Artístico de Juan Amo Vázquez. Muchas generaciones de estudiantes españoles de E.G.B y B.U.P crecieron con estos libros, e incluso en el año 1988 llegaron a “cruzar el charco” editándose en Sudamérica bajo la Editorial REI Andes (Grupo Anaya). Este mismo año llevó a cabo otro proyecto importante, y junto con otros cuatro amigos apasionados del arte, crearon la Escuela Internacional de Diseño Interior “Estudio Leonardo de Vinci – Escuela de Decoraciones de IADE de VIZCAYA”. Además de ser socio fundador de esta Institución Artística de Enseñanza, también ejerció de profesor de Diseño y Estética de lo Útil en el mismo.
Corría el año 1972 y el manchego regreso a su ciudad natal para poner en marcha e inaugurar como director el IES Andrés de Vandelvira. Instituto este, de nueva creación en la capital albaceteña. La vuelta a Albacete en la década de los 70, se caracterizó por la proliferación de exposiciones individuales (1973, 1975 y 1976). También fueron numerosas las colectivas en las que estuvo presente, destacando la Exposición colectiva “Presencia actual de los Pintores de Albacete” en la Galería Serrano 19 de Madrid en 1974, por lo que representó y significó esta, para la pintura albacetense. Esta década también fue acompañada de numerosos premios, como el Primer Premio de Pintura a los “Valores del Campo” de La Roda (Albacete) en 1974 y el Premio “Pámpana de Plata” en la Exposición de Artes Plásticas de Valdepeñas (Ciudad Real) con la obra titulada “Pintura de poética netamente manchega” en 1978. Ese mismo año, realizó la donación de un cuadro al Museo Provincial de Albacete, con motivo de la inauguración de su nuevo edificio.
La década de los 80, empezó con el encargo para pintar el mayor Mural de la provincia de Albacete hasta la fecha en el Club social de PAMSALBA, que consistió en un paisaje manchego de 3 x 13 metros. También en 1980 recibió el Primer Premio Nacional de Pintura de Alcázar de San Juan (Ciudad Real) con la obra titulada “Espacio para el vuelo”. Este intenso año finalizó con otros importantes encargos, para la realización de Murales, en la redacción del periódico “La Verdad” en Albacete en sus instalaciones de la calle Mayor, y otro Mural para su “Stand” en el recinto ferial.
En 1981 Juan Amo Vázquez fue seleccionado por el Ateneo de Albacete para la realización de un cuadro para Su Majestad Don Juan Carlos I Rey de España, que sirvió de obsequio, en nombre de toda la ciudad de Albacete en general y de su Ateneo en particular, y que se entregó en el Palacio de la Zarzuela el 2 de diciembre de ese año. El cuadro fue titulado “Frío atardecer en La Mancha”. También ese mismo año, colaboró en el encargo que recibió Alfonso Quijada de los arquitectos Peiró Amo, para pintar los murales de la nueva parroquia de San José de Albacete, donde pintó “La Virgen de San José”. Para terminar ese fecundo año artístico, recibió el encargo por parte de la Caja de Ahorros de Albacete, para la realización de varios retratos de sus más destacados presidentes que había tenido la institución hasta la fecha, destinados a presidir su salón de Juntas.
El 8 de septiembre de 1982 inauguró su “Exposición Antológica de Juan Amo” en el Museo Provincial de Albacete. Además, el pintor manchego ya ejercía de Catedrático en la Escuela Universitaria del Profesorado (Magisterio), en el departamento de Arte de la Universidad de Castilla-La Mancha. Un año más tarde, se le premió con Mención de Honor y medalla, en el Certamen Nacional de Pintura del Ateneo de Albacete.
En 1984 se le otorgó otro importante encargo de la Universidad de Castilla-La Mancha, para realizar Mural de 50m2, empleando materiales férricos, para la fachada del nuevo edificio de la Escuela Universitaria Politécnica de Albacete. Ese mismo año, fue seleccionado para la Exposición colectiva Internacional del Fondo Internacional de Arte Contemporáneo (F.I.A.C), celebrada en París. Y finalizó el año recibiendo el Segundo Premio Nacional de Artes Plásticas del Ministerio de Educación y Ciencia con la obra titulada “Paisaje semiótico”.
Llegó el año 1986 y fue nombrado Doctor en Bellas Artes por la Universidad Complutense de Madrid, con su tesis doctoral “Estética semiótica de la expresión corporal”, dirigida por el profesor Doctor D. Amalio García del Moral y Garrido. En 1987 pasó a ser miembro del Consejo de Redacción de la Revista “Ensayos” de la Universidad de Castilla-La Mancha, donde diseñó las portadas de diversos números, durante el periodo 1987 – 2008.
Durante el final de esta década y principios de la siguiente, se concentraron varias exposiciones individuales. En 1989 se celebró la “muestra de Juan Amo” en la Galería Garbi de Valencia, en 1991 regresó a la capital de España para organizar su Exposición “Pinturas de Juan Amo” en la Galería Club 24 de Madrid y en 1992 repitió en Valencia con su Exposición “Paisajes de La Mancha Serrana por Juan Amo”, de nuevo en la Galería Garbi. Un año más tarde, en 1993, publicó su libro “Elementos de teorías de las artes visuales” (Editorial Universidad de Castilla – La Mancha).
Se alcanzaba el año 1997 y fue elegido “Albacetense distinguido del año 1996” por la “Peña de Albacete en Madrid”. También ese año, recibió encargo exclusivo por parte de la Universidad de Castilla - La Mancha, para realizar retratos para su Rectorado de Ciudad Real, de Su Majestad D. Juan Carlos I Rey de España (1,95x1,30 Óleo sobre lienzo) y el de su Excelencia el Cardenal D. Francisco Antonio de Lorenzana y Buitrón (1,95x1,30 Óleo sobre lienzo). 
Para cerrar el siglo, en 1999 celebró su Exposición Antológica “Pinturas de Juan Amo” en el Museo Municipal de Albacete, siendo esta, la última exposición individual del artista manchego.
Era el año 2003 y fue nombrado Profesor Emérito por la Universidad de Castilla - La Mancha. Ese mismo año, pasó a ser miembro de número del “Instituto de Estudios Albacetenses”. Y un año después, publicó su último libro “Lo esencial de las artes visuales” (Editorial Moralea).
Llegaba el año 2006 y fue seleccionado para la Exposición colectiva “Grandes Maestros de la Pintura de Castilla-La Mancha durante las últimas décadas” con motivo de la celebración del día de la Región de Castilla-La Mancha en Hellín (Albacete). Y para terminar la década, en el año 2010, se le otorgaba un noble reconocimiento por parte de la Universidad de Castilla-La Mancha con motivo del XXV aniversario de la creación de la UCLM.
Tras 55 años impartiendo clases como profesor, problemas de salud le hicieron tomar la difícil decisión de dejar la docencia en el año 2012. Un año más tarde, falleció su esposa “Llanos” y decidió no volver a coger los pinceles. El 19 de junio del 2018 falleció en Albacete Juan Amo Vázquez a la edad de 85 años.